# فقر در ژاپن

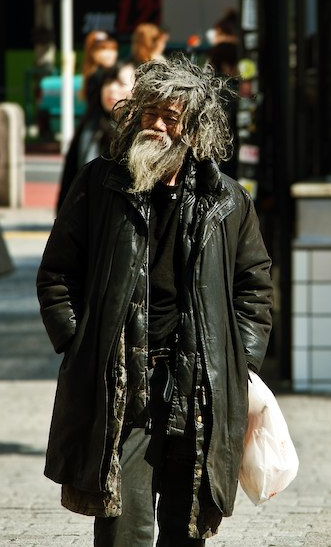
یک مرد بی‌خانمان در شیبویا-کو، توکیو

در ژاپن، فقر نسبی به چندوچونی گفته می‌شود که در آن درآمد یک خانوار کمتر از نیمی از میانگین درآمد خانوار باشد.
بر پایهٔ آمار سازمان توسعه و همکاری اقتصادی، میانگین درآمد قابل عرضه خالص خانوار برای ژاپن ۲۳۴۵۸ دلار آمریکا است که بالاتر از میانگین کشورهای عضو سازمان توسعه و همکاری اقتصادی با ۲۲۳۸۷ دلار آمریکاست.
وارونِ چندین کشور پيشرفتهٔ دیگر، ژاپن خط فقر رسمی ندارد و به دست آوردن آمار ریزبینانه دربارهٔ کسانی که از تنگدستی رنج می‌برند دشوار است.
در سال ۲۰۰۶، با بهره‌وری از بررسی چندوچون اشتغال، برآورد شد که ۲/۸ درصد از کارکنان عادی به اندازه‌ای کم درآمد دارند که «کار دار» ولی «تنگدست» در نگر گرفته شوند.
در اکتبر ۲۰۰۹، وزارت کار ژاپن گزارشی را پخش کرد که در آن بازگو می‌کرد که نزدیک به یک تن از هر ۶ ژاپنی، یعنی ۲۲ میلیون شهروند، در تنگدستی زندگی می‌کنند.
وزارت رفاه ژاپن در بودجهٔ ملی سال ۲۰۱۲ درخواستی برای گنجاندن یک شناسهٔ نوین برای تنگدستی پيش كشيد.
این درخواست پیش کشیده شد تا شناسهٔ تازه، دربردارندهٔ عوامل برجسته و موثر بر تنگدستی (مانند تندرستی، خوراک، پوشاک و شرایط زندگی) باشد.
در سال ۲۰۱۳، دولت ژاپن نرخ تنگدستی را کمابیش ۱۶ درصد ثبت کرد. این بالاترین رکُرد ثبت‌شده بود.
پژوهش دیگری نشان داد که از هر ۳ زن ژاپنیِ ۲۰ تا ۶۴ ساله که تنها زندگی می کنند، ۱ زن تنگدست می‌باشد.
بر پايهٔ گزارش یونیسف، ژاپن دارای بالاترین نرخ تنگدستي کودکان در جهان پيشرفته است.
این گزارش ژاپن را در میان ۴۱ کشور صنعتی در جایگاه ۳۴ جای داد.
بر پایهٔ آمار وزارت بهداشت ژاپن، تا می ۲۰۱۷، ۱۶ درصد از کودکان ژاپنی زیر خط تنگدستی زندگی می‌کنند.

## گزارش‌ها و يافته‌ها
وارونِ دیگر کشورها، با اینکه بخش بزرگی از مردم در تنگدستی به سر می‌برند ولی انگشت‌شماری از شناسه (شاخص) های تنگدستی برای مردم در نگر گرفته شده است.
گزارش‌های درون‌کشوری
در اکتبر ۲۰۰۹ وزارت کار ژاپن گزارشی را پخش کرد که در آن بازگو می‌داشت نزدیک به یک شهروند از هر شش ژاپنی، یعنی ۲۲ میلیون تن، در سال ۲۰۰۷ در تنگدستی زندگی می کردند. این آشكارسازی ، مردم ژاپن را با شُک و شگفتی رویارو كرد.

## بن مايه
1. ↑  Income, OECD Report.
2. ↑  "Japan Tries to Face Up to Growing Poverty Problem (Published 2010)". The New York Times. Archived from the original on 19 June 2022.